# 수요와 공급

수요와 공급 곡선

수요와 공급(需要와 供給 영어: demand and supply)은 경제학에서 개별 상품 판매자와 구매자의 시장 관계를 나타낸다. '수요와 공급 모형'은 시장에서 거래되는 재화의 양과 시장에서 형성되는 가격을 결정하고 예측한다. 수요와 공급의 개념 및 모델은 시장에서 구매자와 소비자에 대한 미시경제적 분석에 필수적이다. 거시경제학에서도 수요와 공급 모형을 응용해 총수요-총공급 모형을 활용한다. 

## 정의
경제학에서 수요와 공급은 다음과 같이 정의된다.

### 수요
수요는 경제주체들이 어떤 재화를 일정한 시간간격 안에 얼마나 많이 구매할 의향이 있는가를 나타낸 관계를 말하거나, 구입할 능력이 뒷받침된 상황에서 그 상품을 구입하고자 하는 욕구 혹은 계획을 말한다.
수요를 그래프상에서의 가격과 수요량의 관계로써 나타낼 수 있고, 이를 수요 곡선이라 한다. 수요 곡선은 가격이 오를 수록 수요량이 감소하는 형태를 가지는데, 이를 수요의 법칙이라 한다.

### 공급
공급은 생산자들이 어떤 재화를 일정 시간안에 얼마나 많이 생산할 의향이 있는가를 나타낸 관계이며, 어떤 상품을 판매하고자 하는 욕구나 계획을 말한다.
공급을 그래프상에서의 가격과 공급량의 관계로 나타낸 것이 공급 곡선이다. 완전경쟁시장의 가정 하에서 한 기업의 공급곡선은, 그 기업이 생산을 중단하지 않을 만한 최소한의 가격보다 높은 부분에서 재화의 생산에 대한 한계비용 곡선과 일치한다.
공급 곡선은 공급의 법칙을 나타낸 것을 말한다.

## 분석
수요 곡선과 공급 곡선을 이용한 분석에서 앨프레드 마셜 이후의 전통에 따라 가격을 세로축에 놓고 가격(P)와 수량(Q)의 관계를 그래프상의 곡선으로 나타낸다. 수요 곡선이나 공급 곡선의 형태를 반영하는 한 지표로서, 가격이 변화함에 따라 시장에서의 수요나 공급의 수량이 얼마나 민감하게 반응하는가를 나타내는 지표를 수요 또는 공급의 가격 탄력성(price elasticity)이라고 한다. 가격 탄력성이 크면, 조금의 가격변동에도 수량의 변동이 민감하게 일어난다고 할 수 있다.
다른 변화가 없는 상태에서(Ceteris paribus, other things being equal), 시장가격이 변화하면 이에 따라 수요곡선이나 공급곡선 상에서 구매자나 생산자가 구매 혹은 생산할 의향이 있는 수량이 변화하는데, 이를 수요곡선 혹은 공급곡선 상에서의 이동이라고 한다. 한편, 시장에서 가격 이외의 어떤 변수로 인하여 같은 가격에 대한 수요량 또는 생산량이 바뀌면 수요곡선 혹은 공급곡선 그 자체가 움직인다. 같은 가격에 대하여 보다 많은 수량을 구매 또는 생산하는 방향으로 변화가 일어나면 수요곡선 또는 공급곡선은 오른쪽으로 움직인다.

## 균형
시장에 참여하는 모든 구매자들과 생산자들이 충분히 거래를 하여 더 이상 양쪽의 효용이나 이윤을 증가시킬 수 없는 상태(시장가격과 거래량의 조합)를 경쟁 균형(competitive equilibrium)이라고 한다. 이 때의 가격을 균형 가격(시장 가격), 거래량을 균형 거래량이라고 부른다. 완전경쟁(perfect competition) 하에서의 수요와 공급 곡선에서 두 곡선이 일치하는 부분에서 경쟁 균형이 이루어진다. 경쟁 균형에서는 시장이 이상적으로 작동하여 사회의 후생함수를 극대화시킨다. 이러한 경쟁 균형에서 수요자와 공급자는 더 이상 양쪽 모두의 효용과 이윤을 증가시키는 이른바 윈윈 거래를 할 방법이 없어지는데, 이러한 개념을 파레토 효율성(Pareto efficiency)이라 한다.

### 균형의 안정성
시장경제가 제대로 작동하려면 시장에서의 수요량과 공급량이 불일치하는 상태에서도 시장가격의 변화가 불일치하는 수요량과 공급량을 조절하여 시장이 경쟁균형 상태로 돌아갈 수 있어야 한다. 그렇지 못하다면 시장에서 정해지는 가격은 언덕 위에 올려진 구슬과 같이 불안정하게 된다. 수요 곡선과 공급 곡선이 만나는 점에서 정해지는 균형가격의 안정성 여부는 다음의 기준으로 판단할 수 있다.
- 레온 왈라스 안정: 공급량이 수요량을 초과하면 가격이 떨어지고, 수요량이 공급량을 초과하면 가격이 올라간다. 이에 따라 수요량과 공급량의 차이가 줄어드는 관계가 된다.
- 마셜 안정: 공급 가격이 수요 가격을 초과하면 수량이 줄어들고, 수요 가격이 공급 가격을 초과하면 수량이 늘어난다. 이에 따라 수요 가격과 공급 가격의 차이가 정정되는 관계가 된다.

## 가격

### 가격 통제
정부 등이 상한 가격이나 하한 가격을 정하는 것을 가격 통제라고 한다. 이를테면, 집세 통제 등에서 상한 가격이 설정되어 있는 경우, 가격의 상승에 따른 공급량의 증가와 수요량의 감소를 통한 초과 수요의 해소를 방해할 수 있다. 이렇게 되면 판매자가 구매자에게 제공하는 할당이 발생한다. 최저 임금 등에서 하한 가격이 설정되어 있으면, 가격의 하락에 의한 공급량의 감소와 수요량의 증가를 통한 초과 공급의 해소를 방해할 수 있다. 그 결과, 재고품이 쌓이게 된다.

### 가격의 경직
수급을 조정하여 가격이 변화하지 않는 것을 가격의 경직이라고 한다.

### 물가, 가격
미시경제학에서의 P(가격)과 거시경제학에서의 P(물가)는 근본적으로 개념이 다르다. 전자에서는 특정한 재화의 상대 가격을 나타내지만, 후자는 개별 재화의 가격을 전체적으로 평균한 양으로 물가 수준을 나타낸다.

## 곡선의 이동 요인

### 수요 곡선

#### 소비자는 소득의 변화
소득이 증가하면 수요가 증가하고, 소득이 감소하면 수요가 감소한다.

#### 연관재의 가격 변화
- 대체재(재화의 가격이 올라가면, 다른 한 쪽의 재화의 수요량을 증대시키는 재화)의 가격 변화

대체재의 가격이 상승하면 원래 상품에 대한 수요가 증가하고, 대체재의 가격이 하락하면 원래 상품에 대한 수요가 감소한다.
- 보완재(재화의 가격이 올라가면, 다른 한 쪽의 재화의 수요량을 감소시키는 재화)의 가격 변화

보완재의 가격이 상승하면 원래 상품에 대한 수요가 감소하며, 보완재의 가격이 하락하면 원래 상품에 대한 수요가 증가한다.

### 공급 곡선

#### 재화를 생산하기 위해 투입되는생산요소의 가격의 변화
생산요소의 가격이 낮아지면 공급량이 늘어나고 생산요소의 가격이 높아지면 공급량은 줄어든다.

#### 기술 혁신 등에 따른 기술의 변화(생산함수의 변화)
생산 기술의 발전한다면 공급이 증가한다.

#### 미래 예측의 변화(생산자들이 미래에 대한합리적 기대를 할 경우)
상품의 가격의 상승이 예상된다면 현재의 공급이 감소하고, 상품의 가격이 하락된다면 현재의 공급이 증가한다.

## 마르크스경제학에서의 수요와 공급
주류경제학에서는 수요와 공급 모형을 기준으로 하여 상품의 가치(효용가치설)와 상품의 가격을 분석한다. 마르크스경제학의 경우, 인간의 효용, 즉 수요와 공급의 변화에 따라 가치가 형성된다는 효용가치설이 아닌, 노동가치설, 즉 가치의 크기는 상품을 생산하는데 필요한 노동시간이 결정한다는 가치이론을 통해 자본주의의 특수성을 분석한다. 따라서 수요와 공급 모형이 두 경제학계에서 차지하는 위치가 다르다.
그러나 마르크스 경제학에서의 수요와 공급법칙은 주류경제학에서의 그것과 상충되지 않는다. 가치와 가격의 차이가 모호한 주류경제학과는 다르게 마르크스 경제학에서는 가치와 가격을 구분한다. 마르크스 경제학에서 교환가치는 투하된 노동량에 비례한다. 그렇게 형성된 교환가치는 언제나 시장에서 거래되는 가격과 일치하지 않는데 그 이유는 수요와 공급이 불일치하기 때문이다. 재화의 공급이 불충분하면 가격은 가치를 초과하게 되며 반대로 시장에서 특정상품의 공급이 과잉일 때 가격은 가치 이하로 떨어진다. 이러한 상태를 불평형가격상태라 부르며 가격과 가치가 일치하는 상황을 평형가격상태라고 부른다.
결국 마르크스경제학과 주류경제학이 수요와 공급모형을 보는 관점의 차이는 즉 일차적인 가격(주류경제학에서는 균형가격, 마르크스경제학에서는 교환가치)이 어떻게 형성되는지에 대한 문제이다.
주류경제학에서는 수요와 공급을 통해 시장 가격이 형성된다고 주장한다. 마르크스 경제학에서는 이미 형성된 가치에 시장가격이 수요와 공급의 작용에 따라 노동가치 주위를 맴돌게 된다는 것이다.

## 같이 보기
- 수요의 법칙
- 공급의 법칙
- 미시경제